# Músculo extensor corto de los dedos
El músculo extensor corto de los dedos es un músculo que se encuentra en la región dorsal del pie; aplanado y delgado. Se conoce también como músculo pedio.

## Trayecto
Su inserción proximal la efectúa en la parte anterosuperior del calcáneo. Su inserción distal la efectúa en el extremo proximal de la falange proximal en el caso del dedo gordo (dedo 1.º) y en el tendón del extensor largo común de los dedos salvo en el correspondiente al 5.º dedo.

## Inervación e irrigación
La inervación del pedio proviene del nervio peroneo profundo y la irrigación sanguínea viene de la arteria pedia, nombre que recibe la arteria tibial anterior al pasar por el ligamento anular del tarso.

## Función
La contracción muscular contracción del músculo pedio causa la extensión de los dedos del pie, es decir, separa los dedos del suelo cuando el sujeto está de pie.
- Datos: Q1688555
- Multimedia: Extensor digitorum brevis muscles / Q1688555